# Galumna agueroi
Galumna agueroi är en kvalsterart som beskrevs av P. Balogh 1997. Galumna agueroi ingår i släktet Galumna och familjen Galumnidae. Inga underarter finns listade i Catalogue of Life.